# República Cromañón
Koordinaten: 34° 36′ 33″ S, 58° 24′ 35″ W

Graffiti zum Gedenken an die 194 Opfer des Disko-Brandes

República Cromañón (span. für ‚Republik des Cro-Magnon-Menschen‘) war eine Diskothek im Barrio Balvanera von Buenos Aires, Argentinien, in der in den späten Abendstunden des 30. Dezember 2004 durch einen Brand 194 Menschen ums Leben kamen und etwa 700 verletzt wurden. Der Unfall gehört zu den schwersten Diskothekbränden weltweit und hatte in Buenos Aires und ganz Argentinien politische Konsequenzen: Bürgermeister Aníbal Ibarra wurde für den Vorfall verantwortlich gemacht und 2006 vom Dienst suspendiert.

## Hintergrund
In dem Lokal spielte zum Zeitpunkt des Unfalls die Rockband Callejeros im Rahmen einer Neujahrsveranstaltung, es waren dabei nach verschiedenen Berichten mindestens 2.811 Personen anwesend, obwohl die Diskothek eigentlich nur für 1.300 Besucher genehmigt war. Verhängnisvoll war vor allem die Struktur der Diskothek, die einen mit Stoffen behangenen Balkon auf einem Teil der Fläche besaß, sowie der Umstand, dass ein wichtiger Notausgang abgeschlossen war.

## Verlauf des Unfalls
Das Konzert von Callejeros verlief zunächst ohne Zwischenfälle, bis nach Berichten wahrscheinlich ein 10-jähriges Kind ein bengalisches Licht anzündete, was bis zu diesem Zeitpunkt auf argentinischen Rockkonzerten nichts Ungewöhnliches war. Das Feuer des Leuchtkörpers sprang nach kurzer Zeit auf die Dachstruktur der Diskothek über und verbreitete sich im Obergeschoss. Schnell verbreitete sich Panik unter den Anwesenden, die eilig versuchten, das Lokal zu verlassen.
Hitze, Qualm, die Bildung von Kohlenmonoxid und anderen giftigen Substanzen aus dem brennenden Stoffverhang sowie schwindender Sauerstoff sorgten unter diesen Umständen für ein gewaltiges Chaos und behinderten die schnell herbeigerufene Feuerwehr sowie die Notärzte bei der Arbeit. Als nach kurzer Zeit der Strom ausfiel, kam es zu einer Massenpanik, bei der mehrere Besucher an Zerquetschungen starben, besonders solche, die versucht hatten, über Ausgänge hinter der Bühne zu entkommen. Obwohl der größte Teil der Besucher letztendlich unversehrt entkam, verloren etwa 150 Personen noch in der Diskothek ihr Leben, die meisten auf Grund von Vergiftungen. Die weiteren Todesopfer starben an den Folgen ihrer schweren Brandverletzungen im Krankenhaus, teils erst Monate später.

## Reaktionen
Die Öffentlichkeit reagierte mit Entsetzen auf den Vorfall, er wurde zur dominierenden Schlagzeile in den argentinischen Medien am 31. Dezember 2004 und in den Tagen danach. Schon früh wurden verschiedene Personen für diesen schwersten Unfall in der neueren Geschichte Argentiniens verantwortlich gemacht. Darunter befand sich zunächst der Besitzer der Diskothek, der Künstler und Geschäftsmann Omar Chabán, aber auch die in der Nacht anwesenden Türsteher. Schließlich wurde auch das Bürgermeisteramt unter Aníbal Ibarra stark kritisiert, da dieses einer Diskothek in derartigen Zuständen niemals eine Öffnungsgenehmigung hätte geben dürfen. Einige Boulevard-Medien zeigten Überreaktionen: Sie beschrieben den Unfall als Cro-Magnon-Massaker und forderten harte Strafen für die Verantwortlichen sowie den Rücktritt des Bürgermeisters.
Präsident Néstor Kirchner ordnete eine dreitägige Staatstrauer an. Zu den Bedingungen gehörte neben der Flagge auf halbmast auch das Verbot jeglicher Tanzveranstaltungen in der Stadt Buenos Aires in diesem Zeitraum, der auch die eigentliche Neujahrsnacht umfasste. Das Bürgermeisteramt ordnete zudem an, dass alle Diskotheken der Stadt bis auf weiteres geschlossen bleiben mussten, bis eine Überprüfung der Zustände durch die städtischen Inspektoren eine neue Öffnung erlaubte.
Gegen den Diskothekenbesitzer Omar Chabán, den Sicherheitschef der Diskothek und das Management der Band Callejeros wurde Haftbefehl mit der Begründung erlassen, wegen des verschlossenen Notausgangs, der Überfüllung der Diskothek und der Tolerierung von Feuerwerkskörpern wie bengalischen Lichtern die Tragödie erst verursacht zu haben. Chabán wurde tags darauf in Buenos Aires festgenommen und des mehrfachen Totschlags angeklagt.

## Folgen
Der Unfall hatte zahlreiche politische und gesellschaftliche Folgen im gerade der schweren Wirtschaftskrise um die Jahrtausendwende entronnenen südamerikanischen Land.

### Protestbewegung
In Buenos Aires gründeten trauernde Eltern und Verwandte der Opfer sowie Gleichgesinnte zahlreiche Protestgruppen, die in mehreren Demonstrationen in den Folgetagen lautstark „Gerechtigkeit“ forderten: Der Diskothekenbesitzer sollte eine harte Strafe bekommen, die für die Überprüfung der Diskotheken verantwortlichen Funktionäre entlassen werden sowie der Bürgermeister Aníbal Ibarra zurücktreten und nach Meinung einiger sogar verhaftet werden. Für diese Gruppen war Ibarra der eigentliche Verantwortliche für den Vorfall, da er nach ihrer Ansicht nichts gegen die Korruption im Prüfungssystem für die nächtlichen Vergnügungsstätten unternommen hatte. Einige Gruppen behaupteten, dass sich Chabán die Genehmigung für die Diskothek illegal mit Hilfe von Schmiergeldern an die Inspektoren „erkauft“ habe. Im weiteren Verlauf kam zwar heraus, dass die Öffnungserlaubnis der Diskothek durch die Feuerwehr zum Zeitpunkt des Konzertes bereits ausgelaufen war und eigentlich hätte erneuert werden müssen, die Schmiergeldvorwürfe konnten jedoch nicht bestätigt werden.
Ins Visier der Gruppen rückte auch die Rockband Callejeros: Sie sollte ihre Fans zur Anzündung von bengalischen Lichtern animiert haben sowie bei der Veranstaltung als Mitschuldige beteiligt gewesen sein und daher ebenfalls für die Tragödie verantwortlich gewesen sein. Die Band wurde in der Folgezeit ebenfalls der fahrlässigen Tötung angeklagt. Es bildete sich jedoch bald auch eine kleinere Gegenbewegung unter den Familien der Opfer, die Ibarra und Callejeros unterstützte und nur die sofortige Festnahme von Chabán forderten.
Die Öffentlichkeit und die Medienwelt Argentiniens reagierten gespalten auf diese Protestbewegung. Vor allem von eher konservativ-rechten Kreisen wurden auch die radikaleren Forderungen wie die Anklage der Band unterstützt, viele andere bezeichneten diese Forderungen allerdings für vollkommen überzogen, vor allem als die anfänglichen Reaktionen sich schon etwas abgekühlt hatten.
Als Chabán im Mai 2005 vorübergehend gegen Kaution freigelassen wurde, belagerten die Protestierer den jeweiligen Aufenthaltsort des Geschäftsmanns, wobei es auch zu Gewaltakten kam.

### Politische Folgen
Ibarra wurde letztendlich wegen unverantwortlicher Amtsführung der politische Prozess gemacht. Ende 2005 bestätigte der Stadtrat von Buenos Aires, dass der Prozess legitim sei, als Konsequenz wurde der Bürgermeister beurlaubt und als Stellvertreter sein bisheriger Vizebürgermeister Jorge Telerman eingesetzt. Im März 2006 wurde Ibarra vom Stadtrat mit einer knappen Zwei-Drittel-Mehrheit vom Dienst suspendiert, nachdem der Prozess zum Urteil gekommen war, er sei für den Unfall politisch mitverantwortlich.
Ibarra verteidigte sich gegen die Vorwürfe mit dem Argument, es habe sich um einen Unfall gehandelt, der nicht mit politischen Mitteln zu verhindern gewesen wäre. In einer seiner Reden im politischen Prozess vor dem Stadtrat erwähnte er etwa etliche andere Unfälle und Tragödien, in denen es ebenfalls keine Schuldigen gegeben hatte.

### Gesetzesverschärfungen
Eine weitere Folge war die Verschärfung der Sicherheitsgesetzgebung für die Gastronomie und andere öffentliche Gebäude in Buenos Aires. Damit verbunden war eine Überprüfung vieler Betriebe. Zahlreiche Lokale und Veranstaltungsstätten, aber auch Museen und Regierungsgebäude mussten an die neuen Brandschutzbestimmungen angepasst werden. Im Fall der Diskotheken wurden diese systematisch überprüft, ehe sie teilweise erst mit mehrmonatiger Verspätung wiedereröffnen durften. In vielen Fällen wurde das erlaubte maximale Fassungsvermögen drastisch herabgesetzt.
In anderen Städten wurden die Gesetze zum Brandschutz ebenfalls verschärft, begleitet teilweise von weiteren Einschränkungen, die weniger mit der Sicherheit der Betriebe zu tun hatten (z. B. Alkoholverbot ab bestimmten Uhrzeiten, Verschärfung der Sperrstunden).
Kritiker bemängeln, dass diese Gesetzesverschärfungen im Prinzip unnötig gewesen seien; es hätte ausgereicht, die bestehenden Gesetze richtig anzuwenden und zu kontrollieren, um Tragödien wie die von Cromañón zu verhindern. Somit habe es sich nur um populistischen Aktivismus der Regierung Ibarra und der anderen Stadtregierungen gehandelt.

## Gerichtsverhandlung
Der Betreiber der Diskothek, Omar Chabán, wurde zunächst wegen Totschlags angeklagt, später reduzierte sich die Anklage auf vorsätzliche Gefährdung von 194 Menschen mit tödlichem Ausgang, was zwar das Strafmaß leicht reduzierte (auf acht bis 20 Jahre Gefängnis), jedoch nicht den Erwartungen der Verteidigung Chabáns entsprach, die eine Umwandlung in fahrlässige Tötung gefordert hatte. Am 19. August 2009 wurde Chabán zu einer Freiheitsstrafe von 20 Jahren verurteilt. Chabán starb am 17. November 2014 aufgrund eines Hodgkin-Lymphoms.
Der Manager der Band, Diego Argañaraz, und der Polizeikommissar Carlos Díaz wurden zu 18 Jahren verurteilt, weitere Angeklagte erhielten geringere Strafen.
Die anderen Festgenommenen (u. a. die Band Callejeros) standen bereits seit Anfang des Prozesses wieder auf freiem Fuß, da sie nur der fahrlässigen Tötung angeklagt wurden. Die Bandmitglieder wurden freigesprochen.

## Bilder

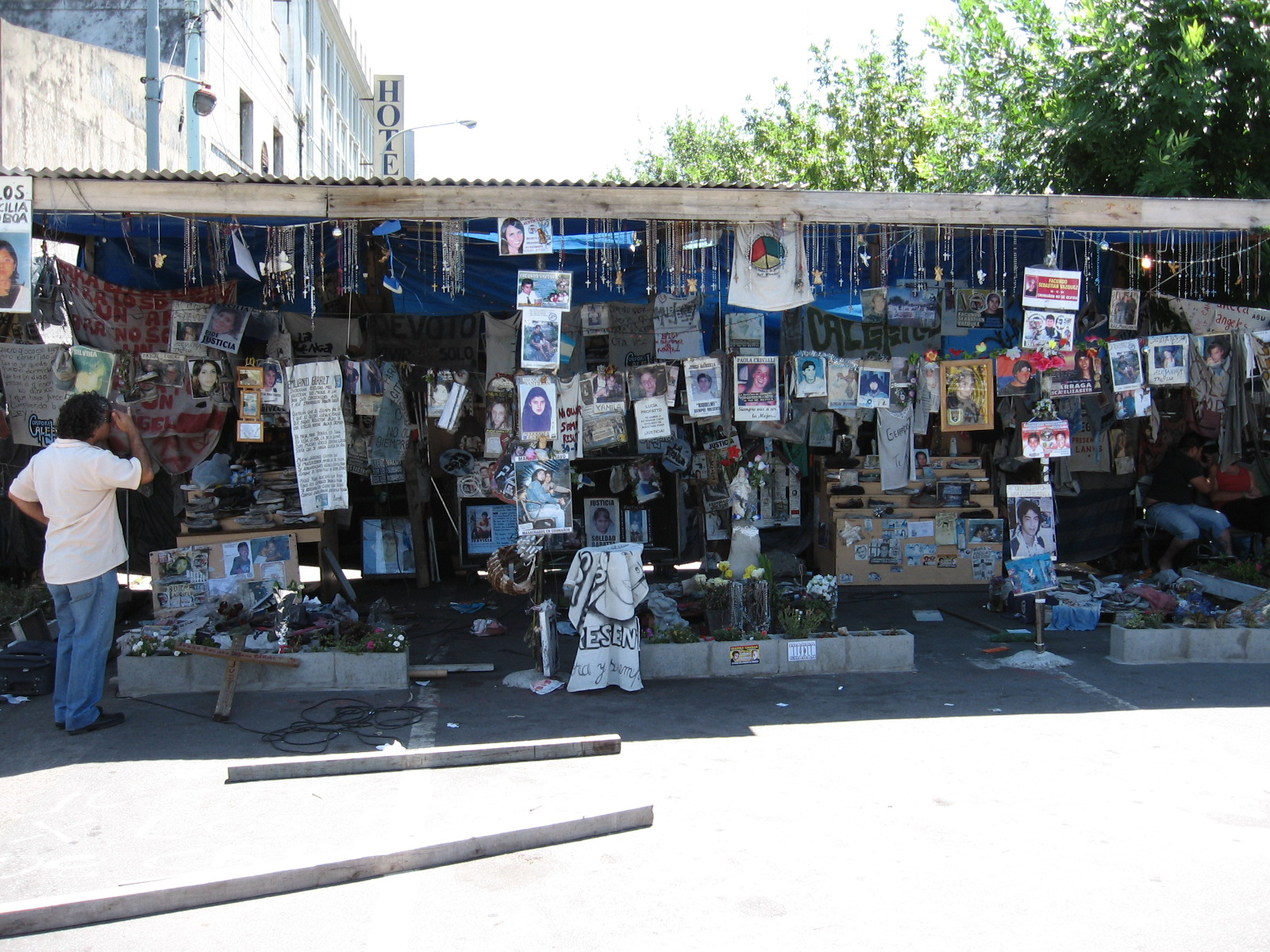
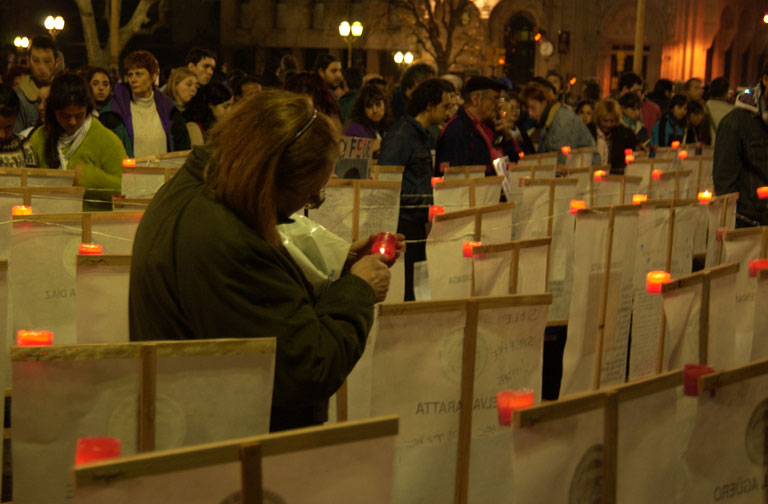
Angehörige der Verstorbenen
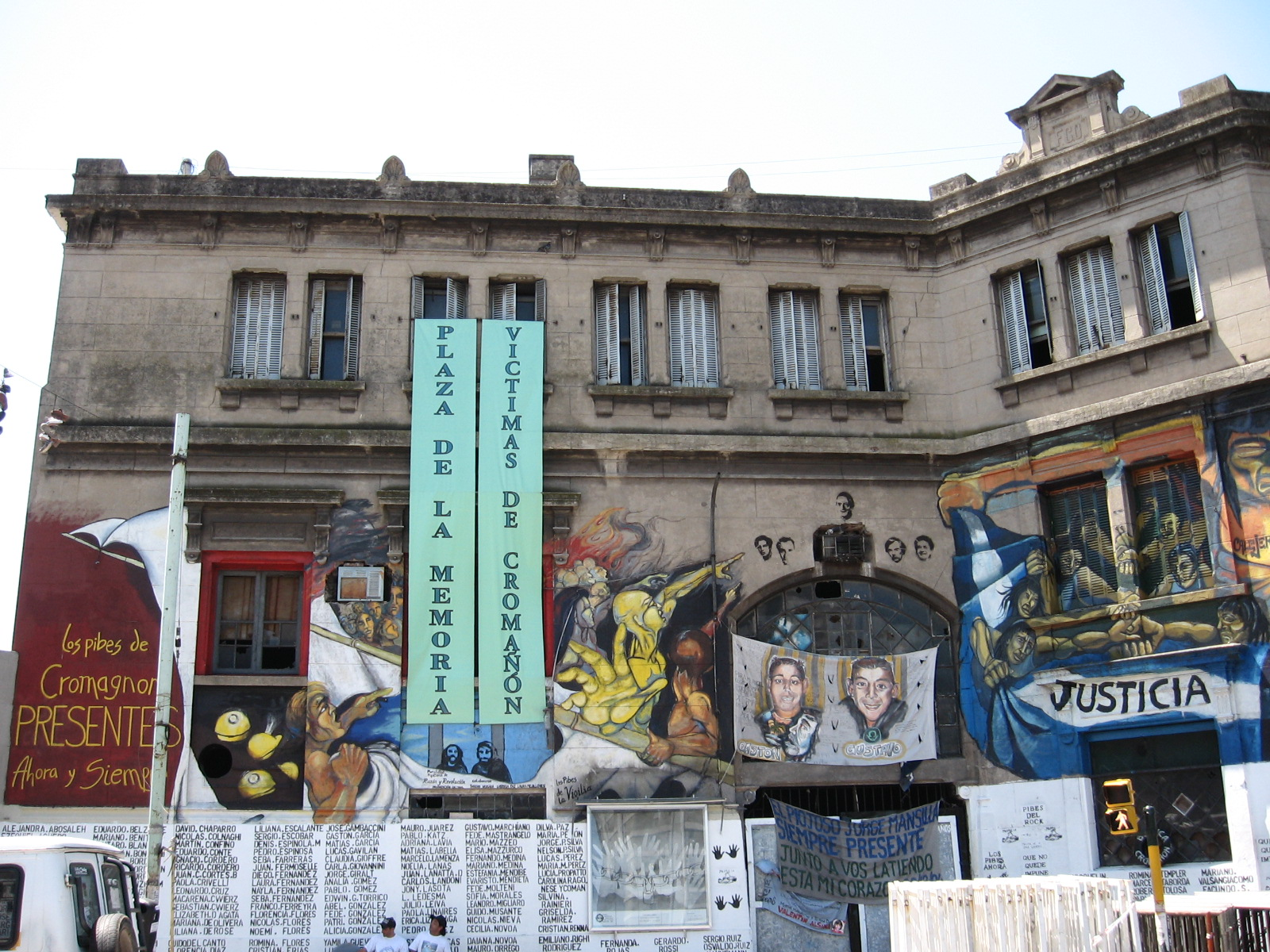